# فابيو تشياكا
فرانشيسكو فابيو تشياكا (بالإيطالية: Francesco Fabio Sciacca)‏ (مواليد 16 مايو 1989 في كاتانيا - إيطاليا) لاعب كرة قدم إيطالي يلعب في مركز الوسط المدافع .

## روابط خارجية
- فابيو تشياكا على موقع قاعدة بيانات كرة القدم.إي يو (الإنجليزية)
- فابيو تشياكا على موقع عالم كرة القدم.نت (الإنجليزية)
- فابيو تشياكا على موقع كووورة
- فابيو تشياكا على موقع AS.com (الإسبانية)